# Sisaket
Sisaket, (thai:  ศรีสะเกษ) är en provins (changwat) i nordöstra Thailand. Provinsen hade år 2000 1 405 500 invånare på en areal av 8 840,0 km². Provinshuvudstaden är Sisaket.

## Administrativ indelning
Provinsen är indelad i 22 distrikt (amphoe). Distrikten är i sin tur indelade i 206 subdistrikt (tambon) och 2411 byar (muban). 